# 福克兰战争
福克兰战争（英語：Falklands War；西班牙語：。亦称福克兰群岛战争或福克兰海战，有时还称马岛战争或福岛战争）指1982年4月到6月间，英国和阿根廷为争夺福克兰群岛的主权而爆发的一場局部战争。
阿根廷在1980年代初期發生了嚴重的经济危机和大规模反对以加尔铁里总统为首的军政府的运动，阿根廷政府试图透過对福克蘭群島采取军事行动，轉移視線以解決国内的政治危机。1982年3月19日，阿根廷軍隊率先登陆南乔治亚岛，并且升起阿根廷国旗。1982年4月2日，加尔铁里总统下令对福島发动进攻。随后，英国派出海空军对福岛和周边海域的阿根廷军发动反擊，登陆并且收復福島。阿根廷在一系列的军事行動失败后，于同年6月14日与英国签订停战协议。英国透過本次战争重新控制了福克兰群岛，但是阿根廷戰敗後仍從未放弃对福克兰群岛的主权訴求。
阿根廷在本次局部战争中失败，引发了大规模的反政府运动，导致了加尔铁里上將的军政府倒台。在英国，伴随着战争而来的强烈愛國主義情绪，加强了撒切尔夫人为首的政府的权威，幫助英國保守黨贏得1983年大选。这场战争在英国─阿根廷关系史上佔有重要的一页，并且成为不少书籍、电影和歌曲的题材。

## 背景

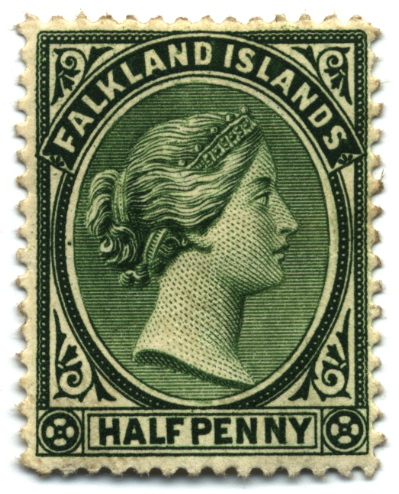
1891年發行的英國維多利亞女王頭像福克蘭群島郵票

阿根廷自1930年中期以来，国内不满英国的声浪日益高涨，认为阿根廷已经实际成为英国的经济殖民地。在民意的支持下，阿根廷在1964年向联合国申诉，要求界定福克兰-马维纳斯群岛的主权。1965年，联合国召开的大会上，决议群岛问题应由英国和阿根廷两国以和平方式解决争端。
阿根廷之所以敢用强硬态度向英国挑战群岛问题，是因为两国经济问题的改变。英国虽然在第二次世界大战后成为战胜国之一，但庞大的战时借款也让英国财政喘不过气，加上过去统治的殖民地纷纷独立，英国的经济从1940年代末就持续低迷。阿根廷过去有4成的产品外銷到英国，到了1970年代已经鋭減到3%，经济上也不必太依赖英国。如此一来，英国在阿根廷的眼中已变得不足为惧。
另一方面，阿根廷因在1950年代靠着外銷谷物和畜牧产品得以富裕，人民的生活躍升到先进国家水准。但阿根廷国内的政治动荡，政府与左派的游击队展开对立日益激烈，引发长达20年的政治混乱，阿根廷国内的通貨膨脹与失业率也向上飆升，到了1970年代，人民的生活水平也急速下降。
1976年，阿根廷軍方發動政變，推翻了伊莎貝爾總統的民主政府，成立右翼軍政府，但经济状况並沒有因此改善，民众的不满情绪开始转向军政府。

### 战争的前奏
1981年，阿根廷通貨膨脹率高達600%以上，國內生產總值下降11.4%，製造業產量下降為22.9%，薪資倒退19.2%；工联获得國內越來越多的支持，其決定發動長期性大罷工，國民对政府的满意度降低。12月，以总统加尔铁里为首的阿根廷政府，为了应对嚴重的國內的经济形势和社会矛盾，選擇經由透過福克蘭战役，以其勝利的結果来转移公众的焦點。
1982年3月19日，一些阿根廷五金商人在位于福克蘭群島以东1,390公里处的南乔治亚岛登陆。他们随后建立了营地并升起阿根廷国旗。英国皇家海军坚持号极地巡逻舰搭载了皇家海军陆战队一个排的兵力，试图前往拆毁该营地并驱逐阿根廷人，但英军面对着由阿根廷海军喜事湾号运输船运抵登陆的100名阿根廷士兵后，最终无功而返。

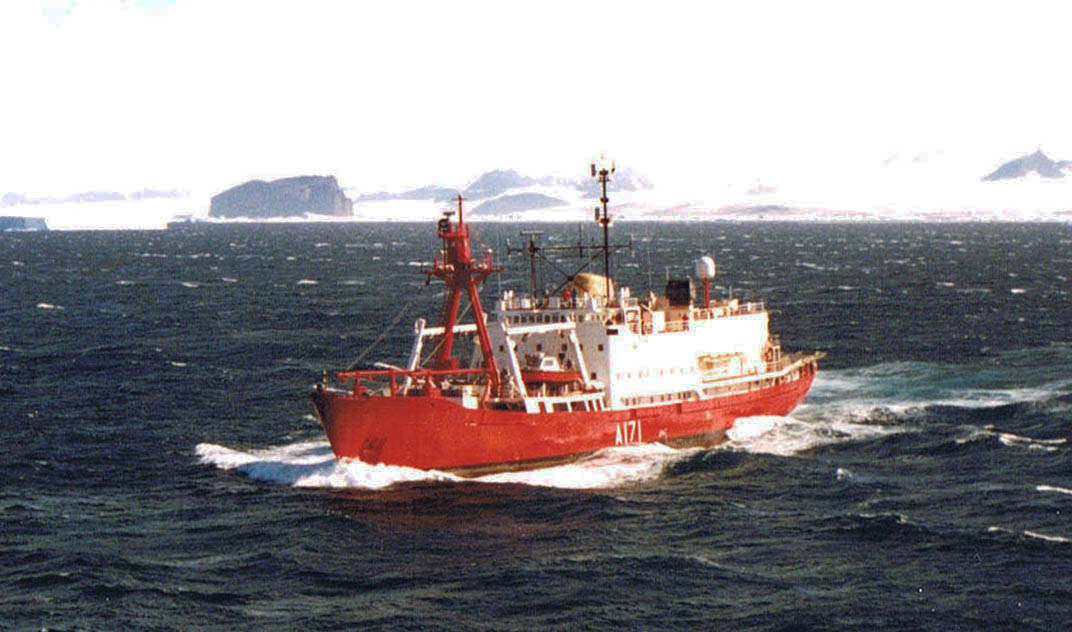
英国堅忍號破冰船

事实上，早在1981年，英国國防大臣约翰·诺特就計畫从福克兰群岛撤军（作为在整个英属海外领地裁军计划的一部分），加上同年的《英国国籍法》中，福克兰群岛居民的全面英国公民权受到限制。这一系列的事件使阿根廷误认为，以武力夺取福島控制权的时机已经到来。

### 外交斡旋
英国和阿根廷的正式外交关系在衝突發生後已经中断，因此解决福克兰群岛问题的外交努力只能由某些国家扮演第三方来进行，主要的调停國是秘鲁和瑞士。联合国秘书长佩雷斯·德奎利亚尔认为争取和平的努力没有奏效，第三方调停人的努力也不能阻止军事冲突。一份由秘鲁总统費爾南多·貝朗德·特里起草的和平解决福克兰群岛的方案被英国和阿根廷双方拒绝。

### 阿根廷的军事准备
阿根廷海军司令豪尔赫·伊萨克·阿那亞負責制定這次登陸福克蘭群島的計畫，即罗萨里奥行动，该計畫的要点如下：
- 出动3,000人的登陸部隊，以優勢兵力迫使駐守福克蘭群島的英國皇家海軍陸戰隊和警察投降，以減少無謂傷亡。
- 佔領全岛後應將戰俘與島上的居民驅逐出境，登陆部隊於48小時內撤回原駐地。
- 福克蘭群島最高行政官改為軍事總督，並部署500名憲兵進行軍事管制。

1982年初，在英阿兩國就福克蘭群島归属问题进行的外交斡旋失败，以及堅忍號破冰船对南乔治亞岛阿根廷营地的军事行动無功而返后，阿根廷最终确定了武装攻占福克蘭群島的作战计划。尽管种种迹象表明阿根廷在展开进占福克蘭群島的军事准备，英国联合情报委员会拉美组直到3月30日仍认为“入侵不会马上到来”。

### 阿军进占福克蘭群島

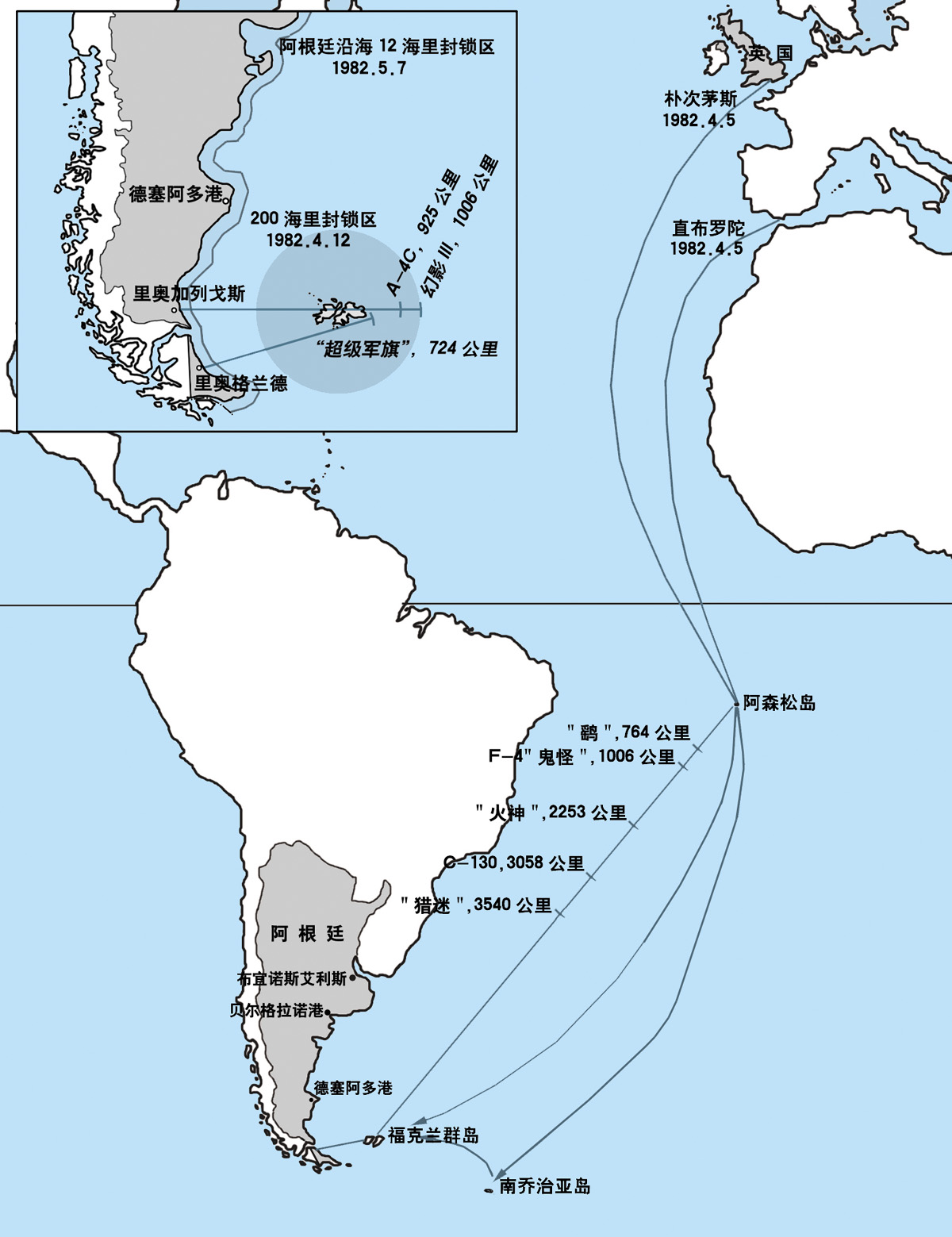
马岛战争示意图

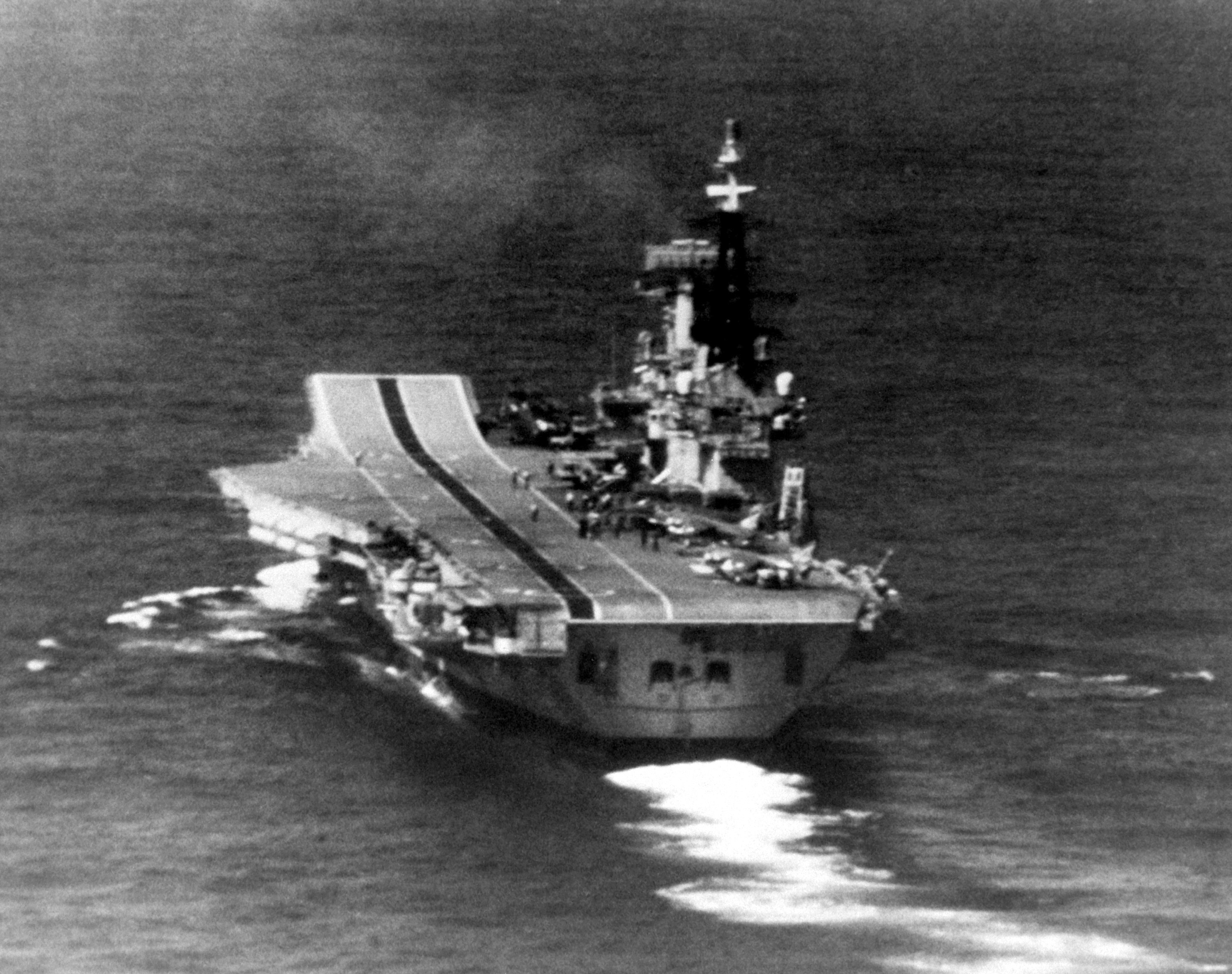
英國競技神號航艦

英国政府最終還是對福克兰群岛总督雷克斯·杭特發出警告，阿根廷可能在3月31日入侵。為此，杭特用手邊象徵性的士兵進行戰爭準備，並將指揮權交給駐守當地的陸戰隊指揮官麥克·諾尔曼少校（Maj. Mike Norman RM）。
阿根廷方面，代號為「藍色作戰」（Operación Azul）的军事行动于4月1日展开，海军少校吉列尔莫·桑切斯－薩巴洛茲（Guillermo Sánchez-Sabarots）率领两栖突击队，乘坐聖三一號導彈驅逐艦在鯡魚灣（Mullet Creek）的雷克岬（Lake point）登陆。他们很快占领慕迪溪（Moody Brook）兵营、總督府以及斯坦利港。4月4日，英国驻福克兰群岛政府宣布投降。這一阶段军事行动中，阿軍有一人陣亡，英軍有一人受傷。

### 佔领区的生活
阿根廷儘管先前保證島上居民的生活方式和文化認同將维持不變，但仍然迫不及待地推行幾項不受歡迎的措施以改變當地的習俗。首先就是將史坦利港改名为“阿根廷港”，将西班牙文定为福克兰群岛（下稱福島）的官方语言，以及将车辆行驶规则从靠左行改为靠右行，又把街道的位置作了改變，交通號誌也全部改為與阿根廷規定相同。事實上只要離開史坦利港之後馬路就變成單行道路，對於居民來說麻煩只有那一點點。阿軍上尉巴瑞·墨尔本·胡赛义（Cpt. Barry Melbourne Hussey）由於懂英文而選入當地行政局服務；聲稱將交通從右駕改為左駕是為了安全的考量，他跟島民的協商中是這樣說的：「你們喜歡哪種方式？」「是讓我們徵招來的18歲大孩子開著大貨車（lorry）盡量習慣靠右邊開車，還是你們開著小汽車靠左邊行駛？」
阿根廷憲兵抵達福島之後立刻將居民列入檔案，但憲兵只憑檔案「按圖索驥」進行拘捕與驅逐，常常發表批評阿根廷軍政府的人士就是優先逮捕目標，例如島民大衛·科維爾（David Colville）以及比爾·拉克斯頓（Bill Luxton）；阿根廷軍方卻向國際間說明他們並不重視人權，尤其拉克斯頓的訪談紀錄證明他經常被拘留在福島西島西南方的狐灣。
帕特里西奥·道林少校（Major Patricio Dowling）為愛爾蘭裔阿根廷高級警官，他經常不顧指示應給予島民尊重而動輒越權，包括施行暴力；道林還在沒有證據與罪名下強行進入民宅搜索、任意拘捕，以及偵訊。阿軍指揮官卡羅斯·布魯摩－李維（Comodoro Carlos Bloomer-Reeve ）對於道林囂張的行徑而向梅嫩德斯將軍要求將道林以不適任撤職的方式調回本土，給島民一個交代。
另外，島上布魯摩－李維與哈西兩位軍官共同維護居民權益，避免了許多民眾與駐守官兵的衝突；事實上布魯摩－李維之前就住在福島，經營一家名為國家航空的航空公司，辦公室就在史坦利港，布魯摩－李維自然對福島的感情十分深厚。布魯摩－李維與胡赛义在人道上與勇氣上的貢獻終究贏得所有島民的尊崇。
福島在佔領期間並沒有發生過大批沒收充公島民資產的行為，阿軍所需的物資都會向島民購買，只是島民基於義憤，常常拒絕販賣商品；不過阿軍對於有問題的物資，常常強行沒收。鵝綠灣（鵝綠）發生過阿軍的軍官徵收島民資產，然後又拘留島民的個案；不過後來再犯的官兵就會被送進軍事法庭受到處分。
島民並沒有特別受到侮辱、歧視或屈辱；事實上福島戰役結束後島民與英軍發現阿軍軍紀大致良好，不管是儲存的食物或私釀的酒絕大部分都原封未動。阿軍總督梅嫩德斯將軍從一開始就表明史坦利港不設防；阿軍第三步兵團二兵聖地亚哥·卡利佐（Prv. Santiago Carrizo）曾經提到他的排長在他們闖進民宅當陣地的時候特別交代，「要是“海带”（Kelper；kelp是海带 （昆布）的意思，海带為當地綿羊飼料來源之一，引申為指當地島民的意思。）反抗，斃了他！」不過全排官兵無遵守其命令。

### 英国的战争准备

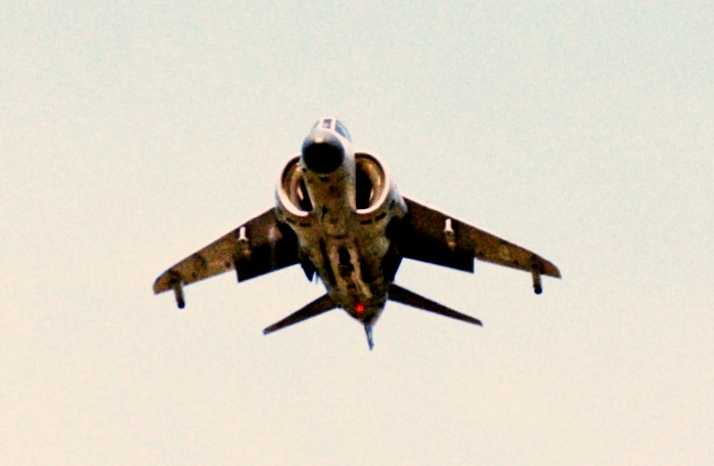
海獵鷹FRS1戰機

英國迅速以外交方式回應給予阿根廷壓力。但是由於距離遙遠，所有軍事行動都必須仰賴英國皇家海軍出動特遣艦隊（Task force）。317特遣艦隊由三至四個子艦隊所組成，以戰事的發展為擴編的考量。艦隊最高統帥為海軍上將約翰·費德豪斯。317.8特遣艦隊由伍華德少將指揮，主力是兩艘航空母艦：競技神號和新服役的無敵號，其上20餘架海鹞战斗攻击机是整個特遣艦隊能用來對抗阿根廷軍隊的空中軍力。
317.0特遣艦隊由麥可·克拉普准將指揮，主要力量為兩棲部隊。克拉普的支隊并不由伍華德指揮。其搭載的317.1特遣部隊，由皇家海軍陸戰隊第三突擊旅組成（包含英國陸軍傘兵團和皇家裝甲團）。這個特遣部隊由陸軍准將朱利安·湯姆生指揮。這支部隊大多部署在臨時徵用的坎培拉號郵輪上。
第三個特遣群（Task group）由潛艇所組成（TG 320.9），擁有三至四艘潛艇，由潛艦將官指揮。行動開始前，英國宣佈福克兰二百海浬（三百七十公里）內的範圍為禁航區（"total exclusion zone"），不准外國船隻進入。在整個行動中，有四十三艘英国商船被徵用，為特遣艦隊服役或補給。提供燃料物資等的貨櫃船及油輪形成了一條來往英国至南大西洋的八千海里後勤線。

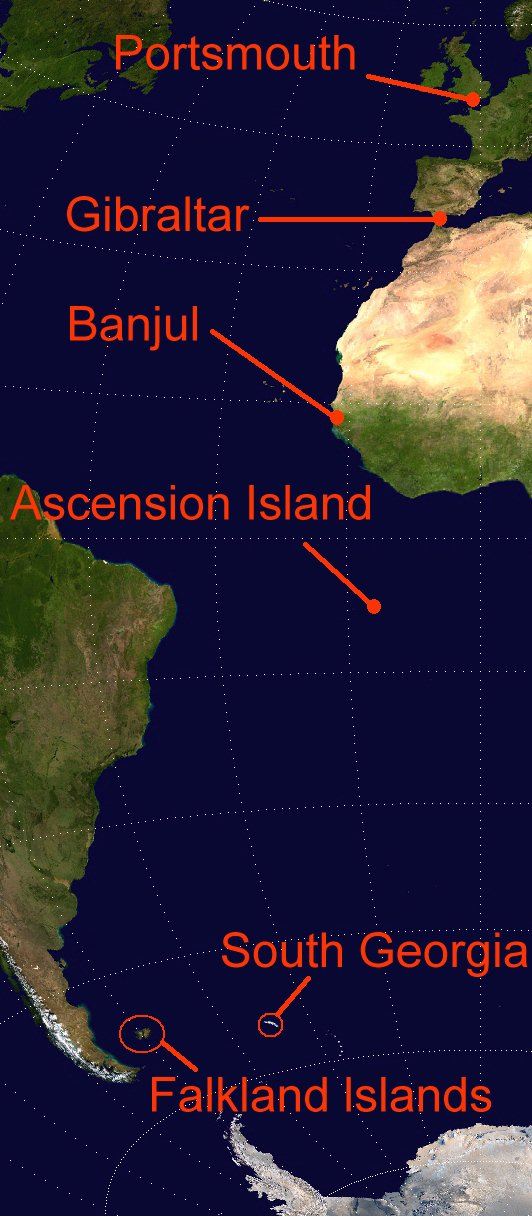
英國皇家海軍於福島戰役的後勤鏈；自樸茨茅斯始，經直布羅陀，過班珠尔，下阿森松島，奪回南喬治亞島之後就是戰場。

自艦隊起航到前線和5月1日反攻期間，艦隊曾經遭到阿根廷軍方以民航波音707客機進行跟蹤偵查。其中幾次在封鎖區外被獵鷹式戰機攔截，但無受任何攻擊；主要因真正開戰之前英阿雙方的外交談判仍在進行中，甚至英方對於開戰與否有疑問。
在4月中，英国在南大西洋的英国海外领地阿森松岛建立了进攻基地。
值得一提的是英国女王伊莉莎白二世的次子安德魯王子，也在無敵號航空母艦上的820中隊以海王型直升機機師的身分服役。任務除了一般的反潛艇及反艦隻巡邏外，他駕駛的直升機還擔當臨時機載預警平臺，協助意外疏散、運送及搜救等行動。
英国將其反攻軍事行動代號為「共同作戰」（Operation Corporate）。當特遣艦隊由英国出發時，美国的《新聞週刊》雜誌封面頭條為「The Empire Strikes Back」（帝國大反擊），用1980年上映的星球大戰電影名稱語帶雙關舊的大英帝國。

## 國際社会的态度
尽管英国在第二次世界大战之后国力衰微，导致不得不放弃非洲和亚洲许多殖民地，但即使如此，英国从过去统治大海的经验上，深知制海权对于一个岛国有多大的重要性，并尽最大努力保有直布罗陀、香港，好望角等战略要地，福克兰群岛便是其中之一。英国曾假设过，巴拿马运河因故无法使用时，所有从太平洋行驶到大西洋的船只都会向南绕过此地。事实上在第一次世界大戰期间，德国東亞分艦隊就经过这条航线逃往亚洲，在南大西洋爆發小型但是悲壯的福克蘭群島海戰，导致德国損失了沙恩霍斯特号與格奈森瑙号大巡洋舰，連司令官馬克西米連·馮·斯比将军在內，共1,871名官兵陣亡。
大部分拉丁美洲國家都支持阿根廷。拉丁美洲国家中唯一不支持阿根廷的是智利，因為從1970年代起智利跟阿根廷爆發過邊境衝突。儘管智利的奥古斯托·皮诺切特將軍和阿根廷的加爾鐵里將軍都是独裁者，但是智利當局擔心的是萬一阿根廷戰勝英國，回過頭來會威胁智利的国家利益。因此智利向英國提供了「極其重要的」協助。舉例來說，阿國空軍只要一起飛，英國在外海的艦隊就會收到智利的預警通知，其重要性体现在福島戰役期間智利空軍曾將南部的雷達站關閉24小時進行維修保養，英國皇家海軍輔助艦隊中的加拉哈德爵士號與崔斯特瑞姆爵士號就在這一天中被擊沉。
至於一直使用英語的福克蘭群島居民以「擁有英國文化身分是不可忽視」作為反對阿根廷佔領的要求，所以英国在外交處理時集中於主張福克兰英國人享有聯合國民族自決的原則，以表示妥協的意願。聯合國秘書長德奎利亞爾以自己對英国的認知而對英國的提議感到驚愕，不過该提議也被阿根廷以1945年之前擁有領土主權的主張及當時聯合國尚未成立的理由而拒絕。有些聯合國會員國了解到假如重提古代領土主權，「領土侵略」一說反而會出現正當性，只會造成許多國家對於國土主權的不安全性問題（如果這個理由成立，德國得要求波蘭歸還東普魯士，這樣波蘭将失去所有的海岸線）。1982年4月3日的聯合國安全理事會通過502號決議，呼籲阿根廷自福克兰停火及撤軍。4月10日歐洲共同體同意開始對阿根廷進行貿易制裁。當時的美國總統里根與美國政府考量到美國身為美洲國家的一份子，因此並無直接對阿根廷提出外交譴責，但是基於歷史文化的關係向英国提供衛星情報。

## 战斗经过
1982年4月中旬，英國皇家空軍在大西洋中部的阿森松島上的威迪亞威克空軍基地開始進駐，包括負責護航的麥道幽靈FGR.2戰鬥轟炸機與44中隊的火神式轰炸机、還有一個勝利式空中加油機機群。同時皇家海軍特遣艦隊抵達亚松森島水域為戰事做準備。有一小型部隊已被派往前線收復南喬治亞島。

### 英军进攻南佐治亞島
派遣收復南喬治亞島的英軍，代號「小鸚哥作戰」，由皇家海軍陸戰隊少校蓋·薛利丹（Guy Sheridan）率領，包含皇家海軍陸戰隊第42突擊營的士兵、一小隊英国陸軍特種空勤團及英國皇家海軍特殊舟艇隊進行偵察登陸，為待在「潮泉」號補給艦上的海軍陸戰隊員進攻作準備。
任務進行前首先抵達附近地區的英軍包括丘吉爾級核子攻擊潛艇征服者號，於4月19日到達，進行海域偵查；4月20日具有雷達成像功能（radar-mapping）的胜利者式轰炸机先飛越南喬治亞島進行探查。特別空勤隊計畫在4月21日進行第一次登陸，其餘英軍預備在次日登陸；顯然運氣不好，SAS部隊原來打算空降到冰河上，然後奪取古利德維肯。整個計畫問題就出在當地風速沒有低於每小時32英里以下，而且還越來越強，能見度也低，SAS小隊眼看任務一定失敗，因此發出撤退的訊號。
在他們撤退的同時極惡劣的天氣干擾整個行動，從潮泉號上起飛的威塞克斯式直昇機五號受到濃霧的影響於濃霧中在福圖納冰川墜毀。在從郡級驅逐艦「安純」號上起飛的威塞克斯式直升機三號正駕駛史坦利少校（Ian Stanley）與其他機組員努力下，將墜毀的機組人員與剩餘官兵16人送回安純號。

### 英军袭击聖塔菲號潛艇，夺回南乔治亚岛
行動在4月23日中發出的警報中暫停，因為發現外海有潛艇，潮泉號先退至深海以免在狹窄水域中缺乏空間閃躲潛艇的攻擊。次日，英軍重組一個搜索攻擊小組前往攻擊不明潛艇。4月25日，阿根廷海軍巴劳鱵级潜艇聖塔菲號被安純號的直升機發現，並且被深水炸彈攻擊。聖塔菲號在行動前沒有收集足够情報，想偷襲卻被攻击。聖塔菲號面對的是一支英軍艦隊，除了安純號之外，還有樸萊茅斯號巡防艦、光輝號巡防艦，以及堅忍號驅逐艦。
這三艘船在安純號的威塞克斯直昇機攻擊之後，馬上以全副武裝派出戰機回應；从樸萊茅斯號與堅忍號起飛黃蜂Mk I型直昇機各一架，光輝號上起飛山貓Mk II型直昇機。山貓直昇機發射一枚Mk 46型魚雷，接下來又用機上的L7機槍對著聖塔菲號射擊，安純號上的威塞克斯直昇機也用L7機槍對著它攻擊；兩架盤旋已久的黃蜂直昇機將機上的AS.12飛彈射向聖塔菲號攻擊。
聖塔菲號上的官兵掙扎著用潛艇上的機槍和Robot 53飛彈還擊，但是這時潛艇已經嚴重損毀，就算下潛逃走也只是自殺，於是官兵就將聖塔菲號以僅存動力移到南喬治亞島的爱德华国王角附近防波堤棄船，然後登岸。
这时，潮泉號在海上离南喬治亞島有一段距離，以致於船上的登陸主力與重裝備一時半刻不會前來增援，而且島上阿根廷守軍得到弃潜艇的海军战士的增援，不過薛利丹少校依然決定召集手上的七十六名陸戰隊員，在當日直接進攻。經過短暫的強襲前進，加上安純號與樸萊茅斯號向阿根廷守軍進行「火力示範」，很快的島上190阿根廷士兵就不戰而降，英軍隨之收復南喬治亞島。
薛利丹少校同時在光復南喬治亞島後發出一封電文回倫敦，上面說：
|  | 敬告女王陛下，皇家海军軍旗已經伴隨國旗一同飄揚於南喬治亞的長空了。天佑女王。 |

首相柴契爾夫人迅即向傳媒發放喜訊，生動地稱“與世同慶”。

### 「黑公鹿作戰」
黑公鹿作戰包括一連5次由亚松森島起飛的皇家空軍火神式轰炸机群進行的轟炸任務。
首先由代號「黑公鹿行動（一）」在5月1日進行的史坦利港機場空襲。原本功能為中程遠距離歐洲核戰任務的火神轟炸機，可以攜帶21枚1,000磅的炸弹。火神最多可以飛行4,171公里，不過從威迪亞威克起飛後到福克蘭群島單程就需要6,260公里，再加上滿載時機身重達77,111公斤，變成需要進行至少4次空中加油。而皇家空軍大部分的空中加油機都是改裝勝利式轟炸機，執行支援時同樣需要別的勝利式加油機進行多次空中加油。如此，兩架火神轟炸機進行一次任務就需要11架空中加油機支援。
單趟的突襲要花16小時共12,520公里來回，因此成為當時史上最長程的轟炸，一直到1991年海灣戰爭時才被美國空軍一架B-52同溫層堡壘轟炸機從美國本土以前置空中加油機協助下刷新紀錄。
然而其戰果是三次突襲機場只擊中跑道一次，只影響阿國軍機起降。阿國空軍的地勤人員在24小時內將跑道回復到可供C-130運輸機起降的標準，並利用沙土與油漆在跑道與地面上製造假彈坑讓英國誤判戰果；其餘兩次反雷達野鼬任務，百舌鳥飛彈確實擊中了雷達站，但是雷達站很快又重新啟用。但是黑公鹿作戰已經使得阿國將幻象3型戰鬥機調往北部遠離衝突區的機場，以擔任包括首都布宜諾斯艾利斯在內的防空任務，以阻止英國轟炸機對本土城市發動攻擊。
事實上如果阿根廷將幻象3型部署於阿國南部執行護航與攔截的任務，任何對於特遣艦隊與登陸英軍的空襲都能將空優的成功率提升50%以上，但是阿國空軍在考量智利可能發動空襲與SAS可能對機場發動突擊之後，在成本的考慮上決定不再加大賭注，並且將戰機疏散進行其它防空任務。

在第一輪完畢數分鐘後，12架隸屬英國海軍航空兵、配屬無敵號航空母艦的海獵鷹FRS.1戰機，以BL755炸彈集束炸彈向史坦利港機場及鵝綠野戰機場進行空襲。空襲結果為在鵝綠灣機場擊毀一架IA-58攻擊機，史坦利機場建築僅有小量損壞，各跑道依然能夠使用。雖然英國廣播公司記者布莱恩·哈纳罕隨軍採訪，但是被禁止透露參與戰爭的飛機數目，所以他在廣播中只能說：
|  | 我一個一個算著他們出去也算著他們一個都沒少地回來。 |

### 福克蘭群島周边海域的空戰

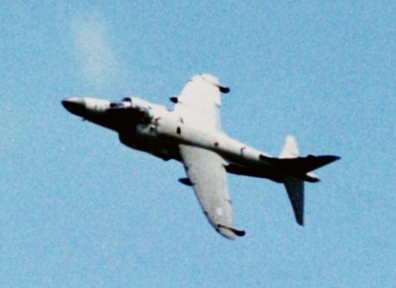
皇家海軍航空隊的海獵鷹FA.2戰鬥攻擊機，是活躍於福克蘭中之海獵鷹FRS.1的後續改良型

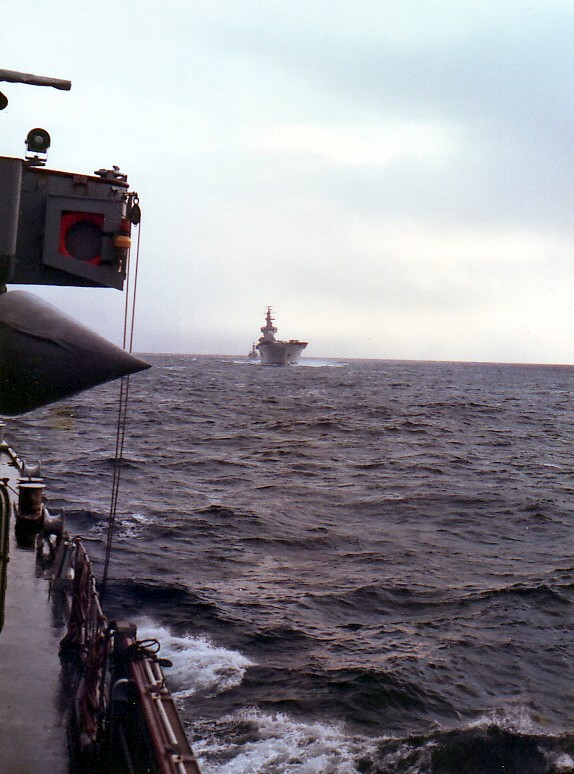
從護衛驅逐艦上看無敵號航母

福克蘭群島有三個小型機場，最長和與最完整的跑道只在首府史坦利港。然而史坦利機場的跑道長度仍不足以讓噴射機起降，所以阿根廷空軍必須從本土起飛攻擊。這嚴重影響了阿根廷空軍的打擊範圍、戰鬥空巡的頻率及密接支援的能力，阿軍飛機在福島的滯空時間因而縮短；在戰爭後期，隨著包圍圈的改變阿軍對福島的任何空襲皆被迫飛越英軍部隊上空而增加被發現與擊落的機會。
五月一日，在相信英軍已登陸的情況下，阿根廷對英軍發動了由36架飛機組成（包含A-4天鷹式攻擊機、匕首式戰鬥機、坎培拉式轟炸機）的第一次大規模襲擊。然而只有第6大隊的兩架匕首式戰機發現正在轟擊島上阿軍的英艦，這兩架匕首式在發動攻擊後安全返航。在這次攻擊中，阿軍飛行員藉由藏匿於地面雜波中來躲避雷達追蹤，最後瞬間爬升再進行突擊，以對抗現代軍艦的技術。
同一時間，阿軍機群中的許多飛機遭到了從無敵號與赫密士號上起飛的英軍海獵鷹戰鬥機的攔截，一架匕首式戰鬥機與一架坎培拉式轟炸機被擊落。
空戰的開幕由英國海軍801中隊的海獵鷹戰鬥機與阿根廷第8大隊的幻象式戰鬥機展開，由於雙方的空優高度不同以至於交戰並沒有立即開始，直到有兩架幻象3型50戰鬥機放棄戰術上的優勢條件，從高空向英軍海獵鷹戰鬥機發動俯衝攻擊。一架幻象被海獵鷹戰鬥機以響尾蛇導彈簡單擊落，另一架則成功躲過英軍攻擊，但由於機身受創加上燃料不足飛回本土而改迫降史坦利港；卻被該地友軍炮火擊落。
阿軍依據這次經驗重新調整部署，改以天鷹型攻擊機與匕首型戰鬥機為攻擊特遣艦隊的主力，較為落伍的坎培拉轟炸機限定在夜間活動（戰損有兩架，被英國海鏢導彈擊落），而無法空中加油與無配備合適空對空導彈的幻象機則用作誘餌，負責把英軍海獵鷹戰鬥機誘離攻擊機群。戰爭後期，阿軍甚至以民用飛機做誘餌，全天24小時對福克蘭英軍發動偽攻，並為此由空中照相第一大隊中（1st Air Photographic Group）成立一特種部隊「鳳凰中隊」（Escuadrón Fénix）。戰爭期間，該中隊執行126次突擊任務，一般相信遭到阿軍A-4天鷹攻擊機或者匕首式戰鬥機毒手的英國船艦都是因為來襲的機群由這個中隊掩護。其中執行類似任務的一架李耳式噴射機遭到英國海鏢導彈擊落，而機上5名軍人全部陣亡，其中執行任務的正駕駛柯利那上校（Vice Commodore Rodolfo De La Colina）是戰爭期間阿軍陣亡最高級軍人。
史坦利港因始終是阿軍重要據點，儘管遭受英軍日間的空中攻擊以及夜間的對岸轟炸，但其運作從不停止，直至衝突結束，對駐島阿軍的夜間運補從未停止。阿軍將羅蘭飛彈和海貓飛彈混編成機動防空系統，如果飛彈都沒有命中目標則向低空近距離的英國軍機以瑞士製造的歐瑞康35公厘雙管快炮（每分鐘550發射擊速度）攻擊。
戰役期間每天晚上，C-130運輸機降落在史坦利港，帶來一切島上需要的補給，包括糧食、彈藥、車輛，甚至是珍貴的家書及撤運傷病人員。由於英軍的海獵鷹戰鬥機過少，加上海獵鷹戰鬥機上的藍狐雷達下視功能不佳，因此指揮高層不願在夜間出動海獵鷹戰鬥機進行封鎖，所以整場戰爭中在6月1日僅有一架在返航過程中以機上雷達企圖標定英國艦隊，編號TC-63的C-130在福島東北方於日間擊落。

### 英海军击沉貝爾格拉諾將軍號
阿根廷海軍貝爾格拉諾將軍號巡洋艦是褔克蘭戰役中第一艘被擊沉的船隻。
在戰役的最初階段，阿根廷海軍就明智地決定要大部份艦艇避免與皇家海軍水面及潛艇戰鬥群交戰。但阿國海軍不能公開避戰以免影響自尊與士氣。因此貝爾格拉諾將軍號，好石號和布查德號于4月26日離開乌斯怀亚之後，就組成「79.3舰队」前往福島以南巡邏。当时，美国中央情报局与德国联邦情报局通过阿根廷海军所使用的、装有后门程序的瑞士克里普陀加密器全面窃听了阿根廷海军内部通讯，从而得知贝尔格拉诺号巡洋舰的动向，美德其后将相关情报分享给英军。
4月30日這一小型艦隊被皇家海軍核動力攻擊潛艇征服者號發現。征服者號艦長瑞佛－布朗中校（Christopher Wreford-Brown）立即向艦隊司令官伍華德少將報告這情報；當這些阿根廷艦隻離開英國宣佈的福島200海浬（約370公里）封鎖區後，英軍仍然沒有打算放過它們。伍華德少將向英國首相撒切尔夫人報告後，首相便諮詢內閣，內閣經過激辯與討論後同意以擊沉一艘主力艦的方式重挫敵方的民心及士氣，因此首相授權征服者號發動攻擊。
5月2日下午3時57分，皇家海軍指揮的征服者號潛艇進入攻擊位置後，發射3枚各有800磅彈頭的二次大戰時期8號4型魚雷，儘管征服者號配備虎魚魚雷，不過虎魚的可靠性只有40%。3枚中的2枚命中貝爾格拉諾將軍號巡洋艦。一枚魚雷擊中船頭後方15公尺處的裝甲帶，因此並無造成傷亡，另一枚則擊中船身3/4處，穿透到機械室附近爆炸，爆炸往上炸穿了兩層餐廳與娛樂室，生還者指出爆炸的威力與方式像汽水一樣不斷湧出（"the Soda Fountain"）；日後的報告說這一次爆炸中造成275名官兵陣亡。爆炸雖沒引起火災，仍然使船內迅即充滿濃煙，爆炸並損毁了船上的電力設備，令它無法發出無線電求救訊號。
大量海水從魚雷造成的破口湧入船內，由於電力中斷，無法使用抽水機把海水抽出船外，船隻開始下沉。下午4時24分艦長邦索（Hector Bonzo）海軍上校下令棄船，位置55°24′S 61°32′W / 55.400°S 61.533°W；於是船上人員開始乘救生艇逃生。
此時兩艘護航的驅逐艦不知道貝爾格拉諾將軍號受損，也沒有看到求救火箭或燈號，不過布查德號感覺到「撞擊」，繼續向西航行（事後檢查發現船底有四條裂痕，推測第三枚魚雷是近失彈而造成的）。後來兩艦才發現到貝爾格拉諾將軍號有可能遭到擊沉而轉向準備救援，但是天色已黑，惡劣天氣把救生艇沖散。在寒冷天氣、狂風及巨浪沖擊下，部份人在救生艇上凍死。
阿根廷及智利船隻從5月3至5日間救起770人，另外323人喪生，其中有兩名平民；這一次的死傷人數佔戰役中阿軍陣亡人數將近一半。
在當晚另一宗戰鬥，兩架皇家海軍山貓直升機向阿根廷砲艇阿菲雷斯·索柏拉爾號發射共四枚海賊鷗反艦飛彈。當時索柏拉爾號正在搜索一架於5月1日被擊落的阿根廷空軍坎培拉轟炸機機組人員。一架英軍海王型直昇機發現索柏拉爾號，索柏拉爾號以20mm機砲攻擊英軍海王直昇機，海王直昇機於閃避後呼叫支援。附近的考文垂號與格拉斯哥號立刻起飛各一架山貓直昇機；考文垂號的山貓直昇機先發動攻擊，一枚導彈射偏，另一枚導彈則擊中無線電同時導彈碎片也擊傷了機砲砲手；另一架山貓則用兩枚飛彈把索柏拉爾號的指揮艙炸開，砲艇受損嚴重，八名官兵遇难，包括艇長羅卡上尉（Sergio Gómez Roca）；兩日後由其他船艦護航返回母港德塞阿多港基地（截至2005年為止據信這一砲艇仍在阿根廷海軍中服役）。
最初的戰報將上述兩宗戰鬥一起合併提報，但是傷亡及船隻身分資料卻十分含糊，僅指出戰艦沉沒。魯伯特·梅鐸的太陽報初期用「GOTCHA」（即Got you的短促音，「逮到你了！」）作為頭條標題報導阿根廷砲艇擊沉的消息，但並無提及傷亡數字。太陽報發現新聞內容有誤後趕緊再版核實船隻身分，並將頭條改為稍微溫和的口吻：「Did 1,200 Argies drown?」（是否有1,200名阿籍人士淹死？）。
貝爾格拉諾將軍號的損失，使阿根廷政府變得更加強硬，反戰者指該艦當時處於二百海浬禁區之外，並正駛離福克蘭群島。但根據國際法，交戰海軍艦隻的航向並不重要，邦索海軍上校作證時稱攻擊是合理的。近年来，有证据顯示，英国之所以能得知贝尔格拉将军号巡洋舰位置，是位於挪威佛斯克的情報站成功截取苏联間諜衛星的資料，資料經過破譯後傳給英國海軍。事實上，這消息並沒有太大意義，既然贝尔格拉将军号巡洋舰是至今唯一被核潜艇击沉的战舰，這就表示征服者號一直與贝尔格拉将军号保持在攻擊範圍內，從贝尔格拉将军号暴露開始。
秘鲁总统费尔南多·贝朗德·特里曾在「貝爾格拉諾將軍號」沉沒14小時前，提出一項和平計劃，並呼籲南美洲團結，不過隨著贝尔格拉将军号被擊沉的噩耗傳來，阿根廷政府自然悲憤地拒絕這計畫，反而英國指出其可能性並表示接受；這項消息隨後由於雙方交火程度升高而淡忘，事實上也很少人知道英國一直到6月1日還打算繼續提出停火條件。

#### 擊沉貝爾格拉諾將軍號的爭議與對戰爭的影響
主要爭議有：
- 攻擊該艦時它正駛離福島：當時它並非駛回港口，而是駛向指定地點等待新指示。
- 它在200海浬禁區範圍以外：4月23日英國透過瑞士大使館轉告阿根廷政府，任何可能對南大西洋英軍造成威脅的阿根廷船隻或飛機可被攻擊。此外，英國在擊沉貝爾格拉諾將軍號前修改了交戰規則，以容許在禁區外攻擊它。
- 擊沉它使阿根廷維持強硬立場，令和平解決事件的希望幻滅：從當時形勢來說，除非阿根廷人完全撤出福島，否則英國不會停戰。
- 主要決策者在發出指示時，不知道該艦正駛離福島：撒切尔夫人及內閣在攻擊前不知道該艦已經改變航向，因為征服者號的最新情報當時尚未傳至國防大臣約翰·諾特或特遣艦隊司令伍華德海軍少將那裡。[12]伍華德將軍在他寫的「One Hundred Days」一書中指出他認為貝爾格拉諾將軍號是阿國海軍一項針對特遣艦隊的鉗形攻勢的一部分，因此需要迅速擊沉它。他又寫道，「一艘敵艦的航速及方向可以無關重要，因為兩者可迅速改變，最重要是它的位置、實力及他認為它有何意圖。」[13]

貝爾格拉諾將軍號的沉沒，帶來巨大的戰略影響。首先阿根廷在戰役中失去了部份的制海權；其次該艦的兩艘護航驅逐艦以及以5月25日號航空母艦為核心的航艦戰鬥群掉頭返回阿國本土。直到戰爭結束，阿根廷海軍始終留在港內未再主動出擊。皇家海軍特遣艦隊遭阿軍海空夾擊的迫切威脅自此解除一半。

### 阿根廷空军击沉雪菲爾號

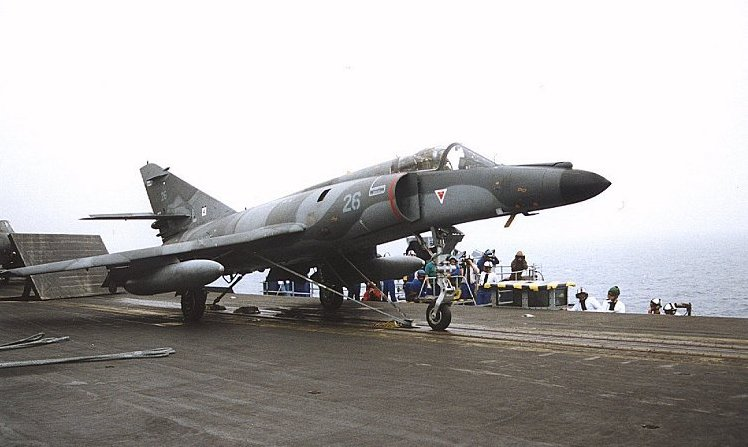
法軍的超級軍旗式，攻擊雪菲爾號的同型機

貝爾格拉諾軍號遭擊沉後兩日的五月四日，皇家海軍一艘42型驅逐艦雪菲爾號遭受飞鱼反舰导弹攻擊。當時，該艦正作為雷達哨戒艦部署於英國特遣艦隊之先頭。當其為阿根廷海軍海王星巡邏機捕捉後，兩架部署在大火地島里奧格蘭德的阿軍超級軍旗攻擊機立即攜帶飛魚式反艦飛彈升空。在接受阿根廷空軍KC-130H 大力士型運輸機的空中加油後，兩機便貼著浪尖以超低空進襲。只有在50英哩處躍升執行雷達搜索並立即返回低空，在20到30英哩處發射所攜帶的飛魚飛彈。
雪菲爾號的同型艦格拉斯哥號，與另外三艘位於最北方的雷達哨戒艦捕捉到了阿軍機的第一次躍昇，並在第一時間通報通報給了設在無敵號上的艦隊防空指揮所。然而，由於當天早晨發生了一次誤報，無敵號上的防空指揮所便忽略了這次的警告。這時「格拉斯哥」號仍然持續監控軍旗式第一次躍昇的概略位置並且探測到了第二次躍升。這一次，英艦上的電戰裝備接收到了飛魚飛彈上尋標雷達的信號。無敵號再次將其判斷為誤報，無視格拉斯哥號持續發出「散開」的警告。
第一枚飛彈錯失了亞爾矛斯號，朝向其所發射的干擾絲而去。這時，「格拉斯哥」號企圖以海鏢飛彈接戰另一枚飛彈，卻苦於系統故障而無法成功。防空指揮所仍然將這次警告歸類為誤報。
然而「雪菲爾」號卻無法及時探測到來襲的飛彈。由於衛星電話的使用，使艦載電戰系統無法工作。艦載雷達何以未能探測到來襲飛彈？為何該艦未回應格拉斯哥號的警告？其原因已不可考。最後，雪菲爾號的電戰系統在目視監視哨報告發現飛彈尾跡的前一秒當機，該艦也沒有部署任何反制方法。
飛魚飛彈擊中了雪菲爾號的艦身中段。飛彈由艦身右舷插入船身，儘管彈頭引信未能啟動，但大火卻一發不可收拾，造成了20死24重傷。在救援過程中，「亞爾矛斯」號不時離開其位置，對著可疑的魚雷來襲警告發射反潛武器（事後證明，這是艦上抽水馬達造成的聲納誤判）。
雪菲爾號在數小時後棄船，彎曲變形的殘骸持續漂流並燃燒了六天。最後，於五月十日接受亞爾矛斯號拖帶時沉沒在公海上，並成為墓標。雪菲爾號替艦隊中噸位更大，重要性更高的航空母艦擋住了致命一擊。航空母艦所遭受到的任何打擊，都會迫使英國立即終止其在南大西洋的軍事行動。戰爭的進程，在五月中旬逐漸加溫。
聯合國的和平方案遭到英國拒絕；他們認為，這時的任何拖延，都會使戰事無法在跟著南半球隆冬而來的風暴來臨前結束，導致軍事失敗。「雪菲爾」號的沉沒，大為影響了英國的輿論。
5月14日，英國特種空勤隊（SAS）對鵝卵石島的阿軍機場實施了破壞。

### 英軍登陸

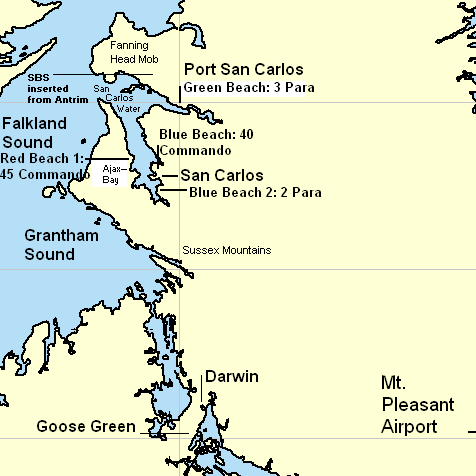
聖卡露斯的登陸。

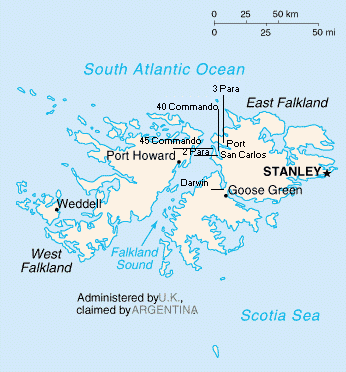
福克蘭群島的相對位置。

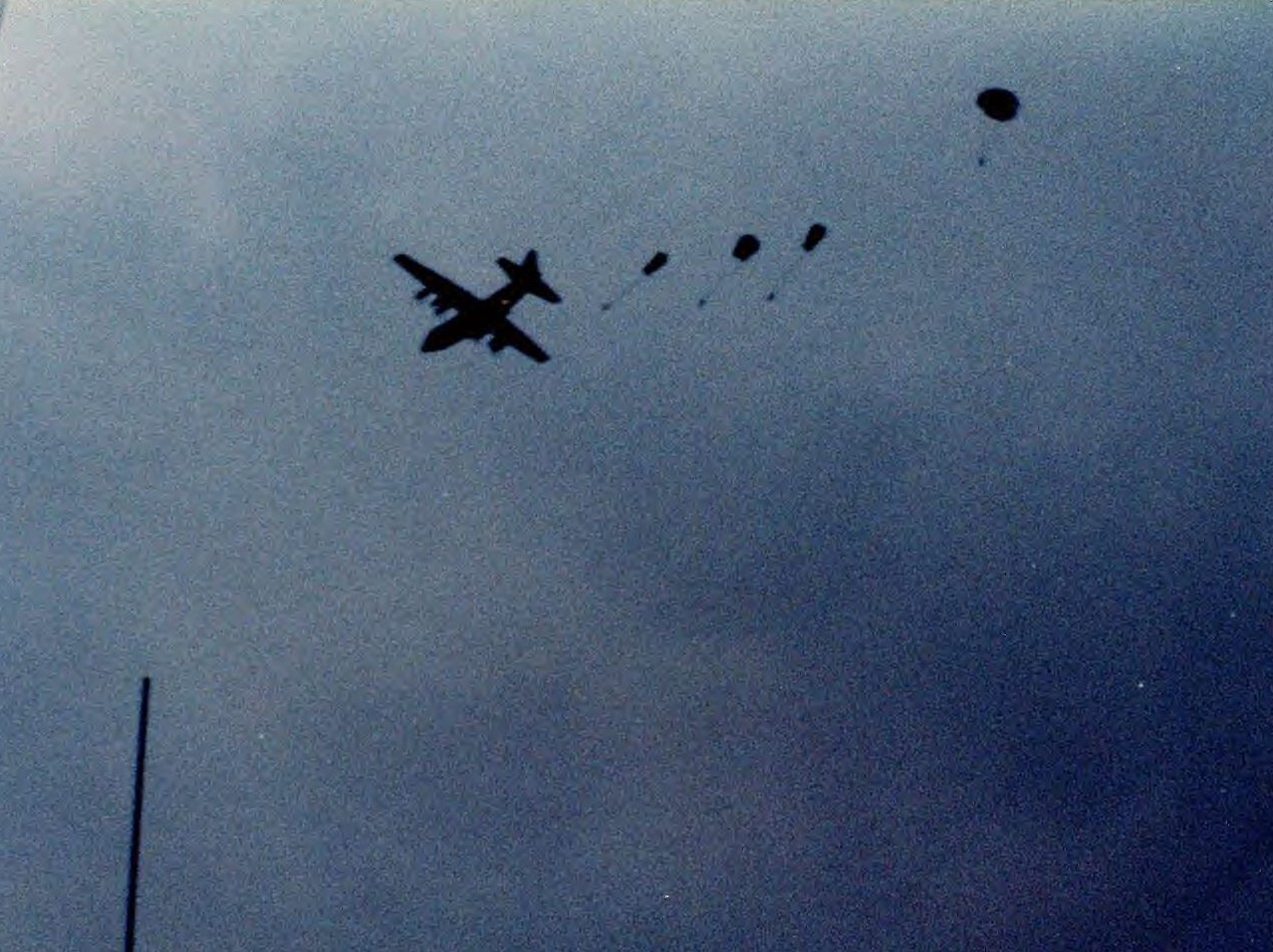
SAS特勤隊在5/25開始空降

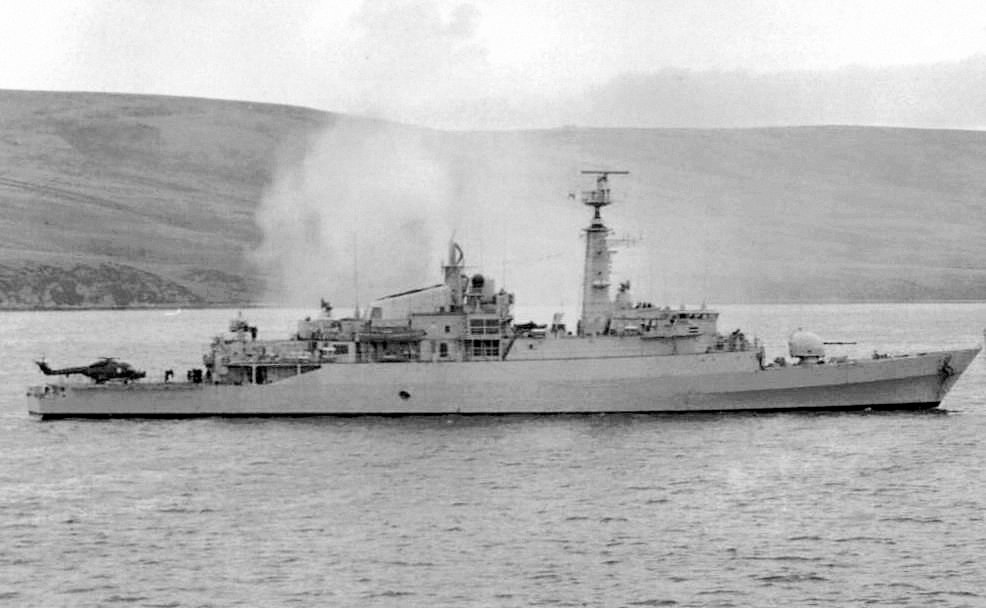
英軍羚羊號被擊中冒煙

- 參閱马岛战争時，阿根廷地面部隊資料（英语：Argentine_ground_forces_in_the_Falklands_War）
- 參閱福克蘭戰爭時，英國地面部隊資料

英軍在五月二十一日晚上，於東福克蘭島北岸，聖卡露斯水域的海灘登陸。共約四千名來自第3突擊旅、傘兵團第二及第三營（2 and 3 Para）的士兵由登陸船隻登岸；並成功地在次日建立安全的灘頭。湯姆生准將計畫先佔領達爾文和古斯格林，接著才是斯坦利港。
為回應英軍部隊的登陸作戰，阿根廷空軍以B-57轰炸机的夜間轟炸與之對抗，轟炸一直持續到戰爭的最後一天（6月14日）。
在海面上，英軍艦隊由於缺乏防空能力造成熱情號和羚羊號在5月21日、24日被擊沉，接著在5月25日損失搭載著重要物資，包含契努克直升機、跑道建築設備和帳棚的大西洋運輸者號。直升機的損失對英軍的後勤補給造成嚴重打擊，僅存的一架被稱為 Bravo November。同一天，英軍也損失雪菲爾號的姐妹艦科芬特里號。當和闊劍號一起執行任務時，阿格諾特號和燦爛號也嚴重受損。然而，因為阿根廷空軍的轟炸策略，讓許多英軍艦艇的損傷降低。為了避開英軍集中的防空火力，阿根廷空軍的駕駛被逼迫以俯衝的方式接近目標，並在最後一刻才在低空投彈。阿根廷損失了將近20架戰機，包含數架在地面擊毀的堡壘式攻擊機。
阿根廷空軍有一定戰果，然而低空投彈卻造成許多炸彈沒有足夠時間啟動引信。投擲自由落體炸彈時，飛機必然會直接飛越破片與爆震之上，故有最低投彈高度的限制。然而在炸彈小徑之役中，阿軍飛行員發現；由於低空進襲的需要，使得他們無法在投彈前及時爬升至指定高度。這個問題在新式的延時引信使用後得到解決，並在6月8日的攻擊中發揮威力。
除此之外，聖路易斯號潛艇上的魚雷也遭遇了類似問題。
根據海軍上將山弟·伍華德自傳《福克蘭戰爭一百天》中的描述，伍華德認為英国广播公司電視台要為阿根廷空軍炸彈引信的改變負責。BBC在聽取英國國防部的官方簡報後，報導出這個問題。伍華德表示BBC認為無懼地追求真相遠比英國士兵性命重要。在BBC揭露即將來臨的英軍攻擊計畫(以第二傘兵營攻擊鵝綠)之後，陸軍中校瓊斯對BBC提出相似的指控。瓊斯威脅要對BBC的資深主管提出控告，然而他在攻佔鵝綠的行動中陣亡。
行動從5月27日早上持續到5月28日，英國第二傘兵營約500人逼近並攻擊由阿根廷第12步兵團防守的達爾文和鵝綠。激烈的戰鬥從夜晚持續到隔天，最後英軍損失了17名士兵，阿根廷損失了55名士兵、另有1,050被俘。由於BBC不當的行為，這場戰鬥的預告在事前就經由BBC新聞網發送。第二傘兵營的指揮官瓊斯中校在這場行動中陣亡，後來追頒维多利亚十字勋章。

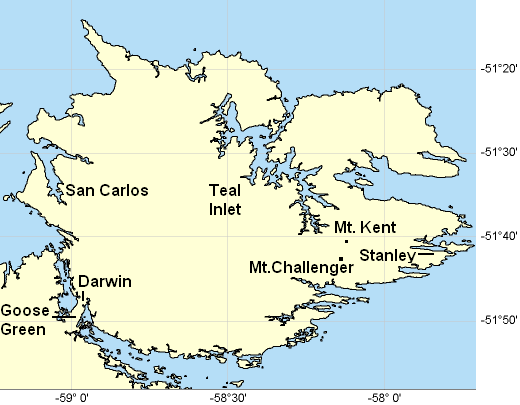
東福克蘭群島的地圖，標示出相關重要地點。

收復阻擋在英國軍隊和聖卡洛斯之間的鵝綠後，英軍終於可以開始朝聖卡洛斯的橋頭堡前進。從5月27日開始，第45突擊隊和第3傘兵營開始步行穿越東福克蘭，朝向海岸旁的聚落藍綠灣前進。

### 英军特種部隊的行動
於此同時，42突擊營則準備對肯特山發動直昇機機降攻擊行動。英軍高級軍官所不知道的是阿根廷指揮官決定將英軍拘束在肯特山週邊地區，而在27日與28日兩天派出運輸機把突擊兵（第602突擊兵連及第601憲兵特勤中隊）運送到史坦利港。這項行動以Operation AUTOIMPUESTA（Self-Determination-Initiative）為名。一週後，空降特勤隊（SAS）和皇家海軍陸戰隊第三突擊旅所屬的Mountain and Arctic Warfare Cadre(M&AWC)所組成的D中隊與第602突擊兵連派出的巡邏隊發生劇烈的遭遇戰。在五月三十日，英國皇家空軍所屬的獵鷹開始對肯特山週邊地區進行密接支援。其中一架序號XZ 963由中隊長Jerry Pook所駕駛的獵鷹機在對肯特山東坡的英軍進行支援時遭到輕武器射擊而損失。
31日，皇家海軍陸戰隊的Mountain and Arctic Warfare Cadre(M&AWC)在Battle of Top Malo House中擊敗了阿根廷特種部隊。第602突擊兵連第一突擊組組成的A17分遣隊由Jose Vercesi上尉指揮，被英軍圍困在位於Top Malo的一間牧羊小屋之後，阿軍面對攻擊，依然堅持利用房屋的屏障從窗戶及門廊還擊。當小屋在攻擊中起火燃燒之後，阿根廷突擊隊員撤退到距離房屋約150公尺的一道河床上持續抵抗直到在完全包圍之下彈藥耗盡才投降。與這批阿根廷突擊隊員對戰的英軍是由Rod Boswell上尉指揮的陸戰隊19 Mountain & Arctic Warfare Cadre（M&AWC）。三名陸戰隊員於作戰過程中重傷而阿根廷軍隊則蒙受五名陣亡，其中包含了曾因作戰英勇受勳的Ernesto Espinoza 中尉與Mateo Sbert中士在內。投降的人員當中也只有五人未受傷。當英軍佔領Top Malo時，另一支由Fraser Haddow中尉指揮的M&AWC巡邏隊也趕到山上，同時帶來了一幅巨大的英國國旗。據受傷的阿根廷軍官Horacio Losito中尉的供詞，若這批阿根廷突擊隊員不選擇投降而依預先計畫的撤退路線撤退，將會一頭撞上Haddow中尉的部隊。
據估計大約有40名阿根廷突擊隊員參加了Top Malo House與肯特山周邊的作戰，戰後的清點顯示11名阿根廷突擊隊員或憲兵特勤隊員陣亡。英軍方面則有七名人員受傷，一名隸屬於特種海勤團（SBS）的中士在肯特山陣亡。阿根廷方面的作戰也同樣運用了直昇機，負責的第601戰鬥航空營也在此役中損失了一架SA330美洲狮直升机。這架直昇機是在30日上午大約1100時遭到由SAS所發射的美製刺針防空飛彈於肯特山地區擊落，六名憲兵特勤隊員在墜機過程中死亡，八人受傷。
英軍特種部隊的成功為後續部隊掃開了進路，如同地面作戰總指揮朱利安·湯普森准將所說的「幸運的是我忽略了諾斯伍德總部表達的不需對肯特山週邊地區進行偵查的意見，如果D中隊沒有先行投入偵查，機降的42突擊營將面對在夜暗而陌生的著陸區嚴陣以待的阿根廷突擊兵。若果真是如此，沉重的人員傷亡與直昇機損失將無可避免。」

## 英军奪回史坦利港

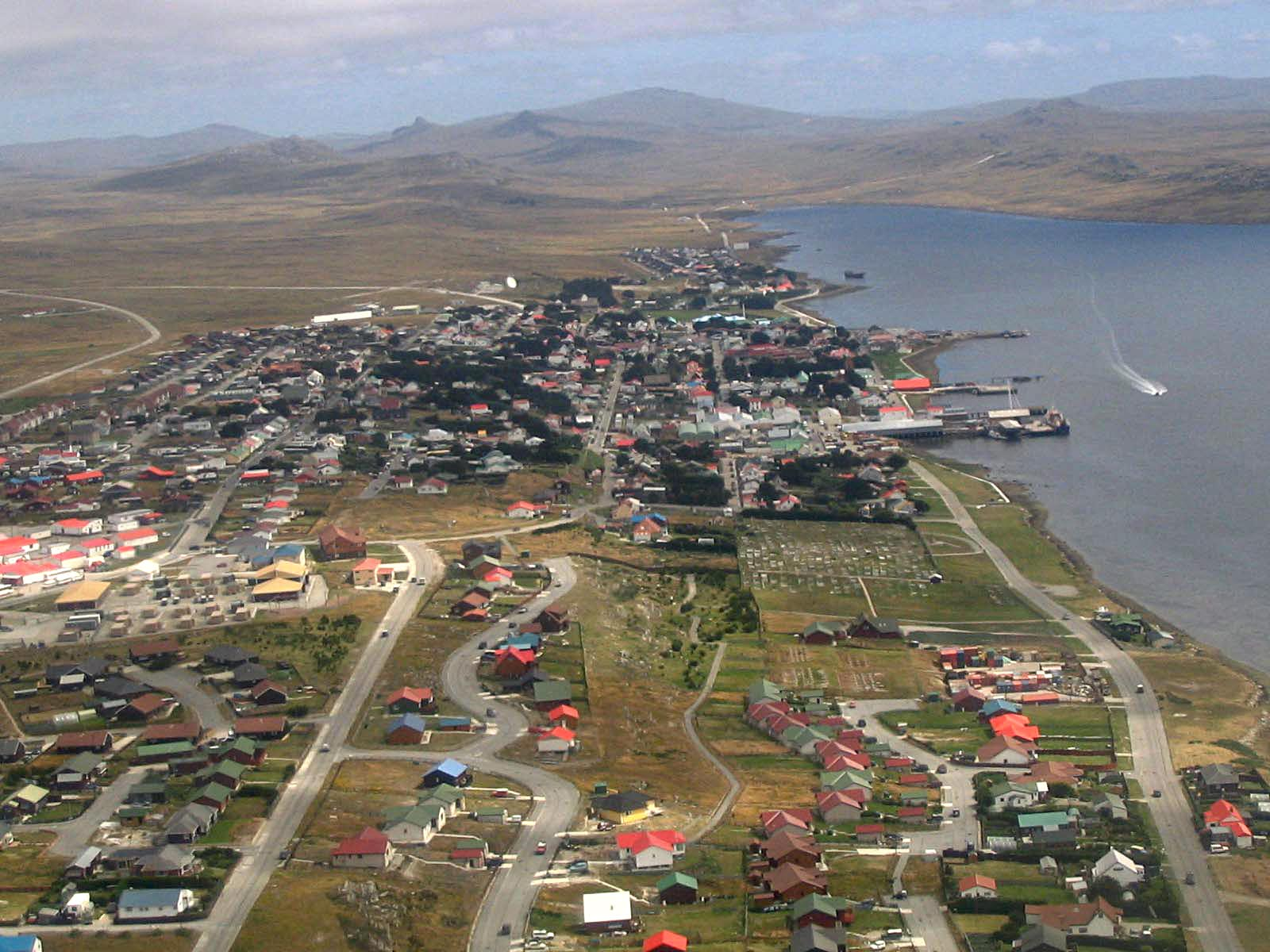
史坦利港

6月11日夜，在經過數日偵查與休整後，英軍向史坦利港週邊各高地發動旅級夜襲，皇家第三陸戰旅同時向哈麗山、兩姊妹與朗敦山發動攻勢。本次攻勢中，格拉摩根號在支援陸戰隊攻擊向阿軍陣地岸轟時遭到阿軍車載飛魚飛彈擊中，造成了13名船員陣亡，亦突顯了水面艦在反艦飛彈前的脆弱。這一天，第三傘兵營B連的麥凱中士在以手榴彈攻擊阿軍陣地時陣亡，事後追贈英國軍事最高榮譽的維多利亞十字勳章。經一夜戰鬥後，所有攻擊預定目標皆肅清。
6月13日夜，英軍趁勝追擊發動第二波攻擊。傘二營攻佔無線電山，蘇格蘭衛隊第二營攻佔爛屋山。
詳細過程，請見以下條目:
- 哈麗山戰鬥（英语：Battle of Mount Harriet）
- 兩姊妹山戰鬥（英语：Battle of Two Sisters）
- 朗敦山戰鬥（英语：Battle of Mount Longdon）
- 無線電山戰鬥（英语：Battle of Mount Tumbledown）

## 签订停战协议

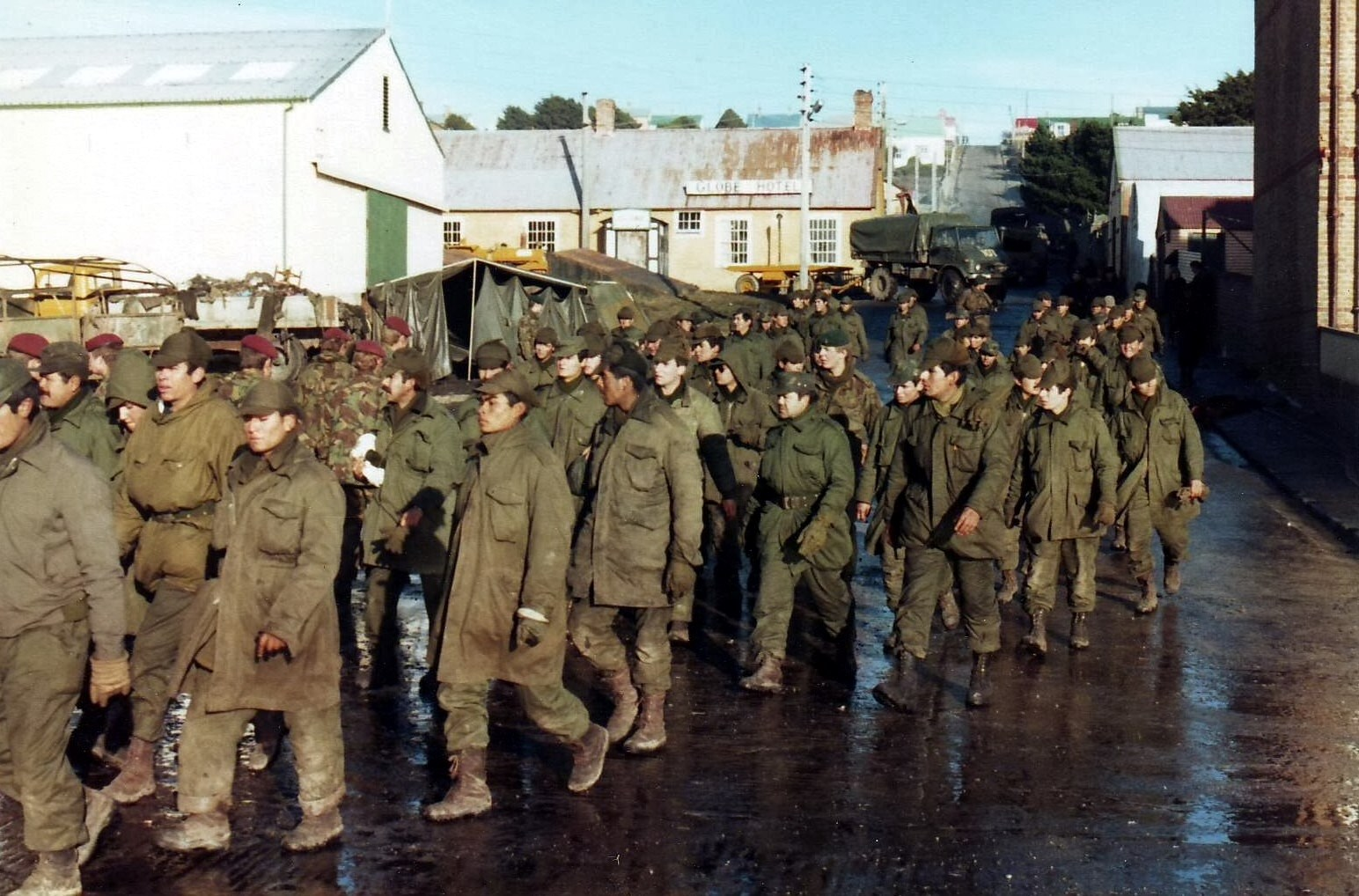
投降的阿根廷官兵

當英軍攻破最後一串阿根廷的天然防衛線後，各鎮內的阿根廷守軍開始猶豫和沮喪；一位阿根廷士兵，Santiago Carrizo，形容一位排長吩咐下屬如果當地居民（藻民）反抗時、可格殺勿論（if a Kelper resists, shoot him），但下屬無如此行動。
6月14日，阿根廷駐軍司令梅嫩德斯少將向英國皇家海軍陸戰隊的傑里米·摩爾少將投降。九千八百名阿根廷軍人成為戰俘；另外，單有四千一百六十七名阿根廷軍人由坎培拉號郵輪遣返回阿根廷。
戰事雙方出席獻降書簽署儀式的主要代表包括：阿根廷的Barry Melbourne Hussey海軍上校、梅嫩德斯少將、瑞福空軍中校及一位阿根廷政府法律顧問；英國的摩爾少將、兩位陸軍上校、一位海軍陸戰隊上校、一位陸軍中校等。
福克蘭群島駐軍指揮部

降書：

我，阿根廷駐福克蘭群島陸海空軍指揮官梅南德茲少將，向女王陛下政府之代表J.J.摩爾少將無條件投降。（「無條件」被劃掉，上有梅南德茲的簽名）
在此協定規定之下，所有駐福克蘭群島阿軍將前往摩爾少將所指定之地點交出他們的槍枝、彈藥、各種武器以及由摩爾將軍或其他英國軍官所指定的各種戰爭工具。
本協定一經生效，根據1949年所簽署日內瓦公約之規定，所有阿軍將受到光榮的待遇，並服從一切移動與集中住宿的相關指示。
本協定於標準時間6月14日23時59分（當地時間20時59分）正式生效，並適用於部署在史坦利港週邊、東／西福克蘭與其他外島之阿根廷駐軍。
簽署 阿根廷軍隊指揮官

簽署 J.J.摩爾少將

簽署 證人

標準時間1982年6月14日，23時59分
英軍在六月二十日重奪南喬治亞與南三明治群島並接受當地阿根廷軍隊的獻降；马岛战争參戰雙方正式停火。

## 傷亡

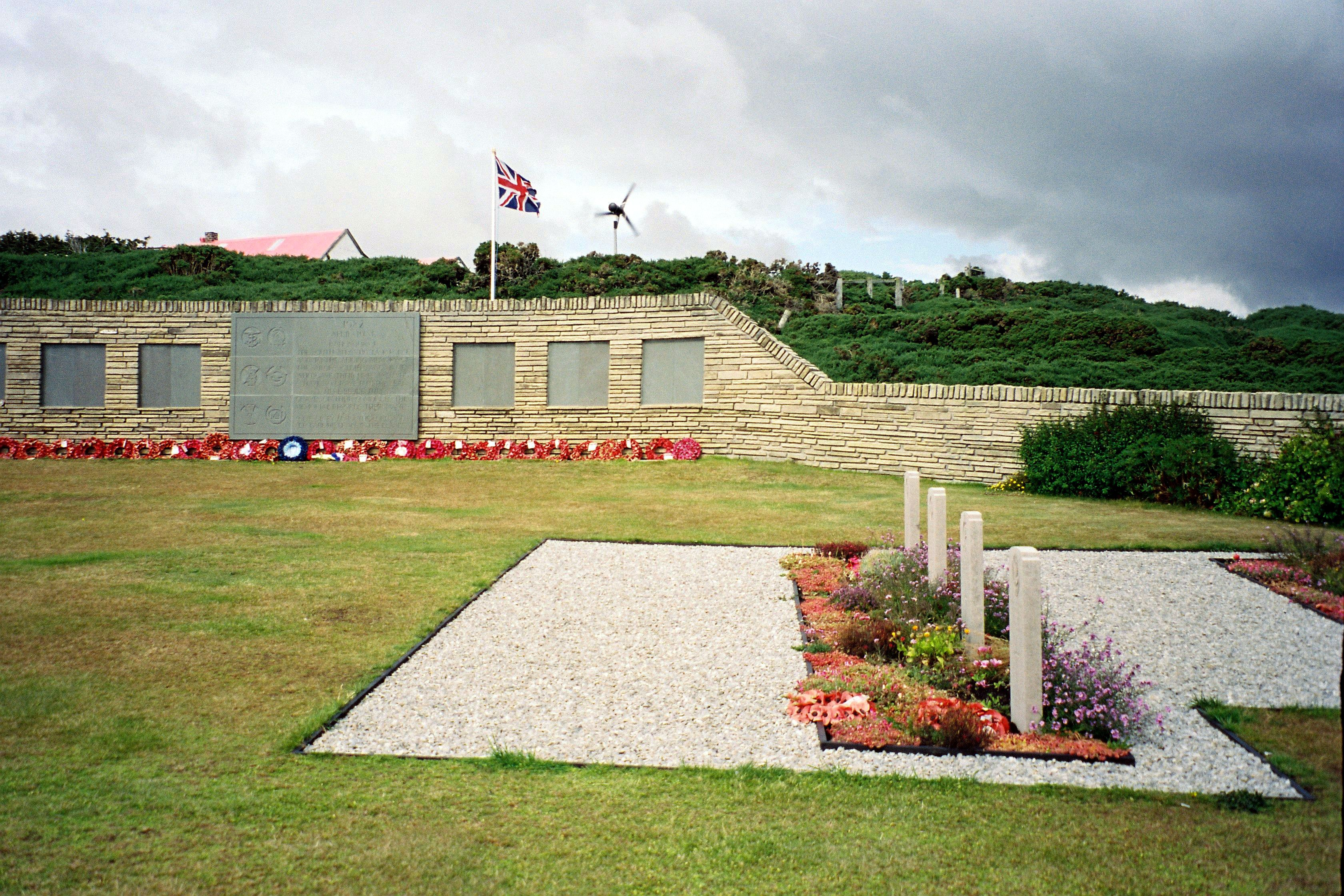
福克蘭島上的藍灘軍人墳場為埋葬陣亡英軍而建

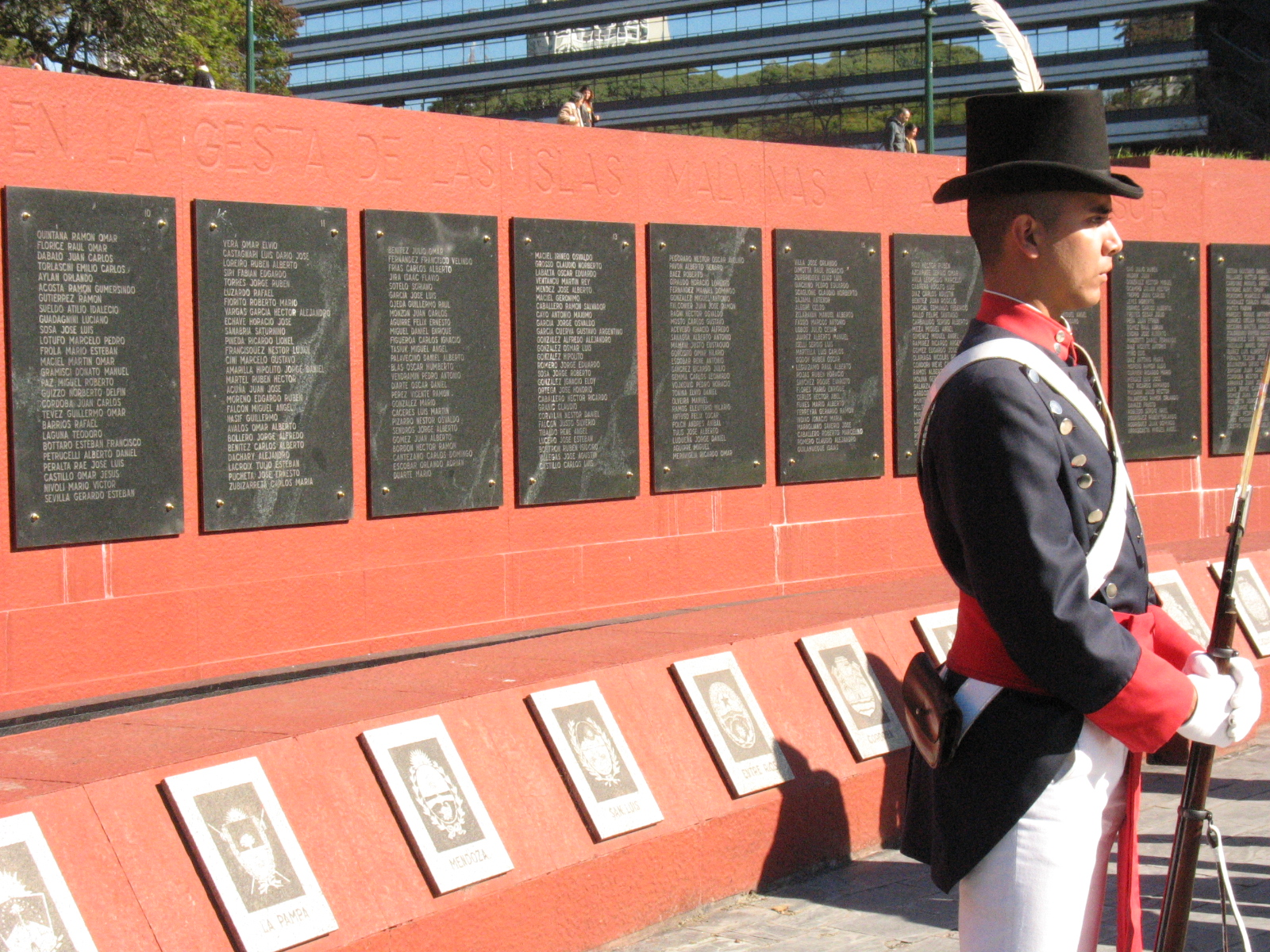
阿根廷為陣亡士兵在聖馬丁廣場豎立的紀念碑

長達七十四天的戰爭造成255名英軍陣亡（當中有8名香港華裔人員），775人受傷；649名阿軍陣亡，1,657人受傷。另有三名福克蘭島上居民死於英軍反攻時的炮火。
英國皇家海軍雪菲爾號、考文垂号和熱情號先後被擊沉，分別造成20、19及22名海軍人員喪生，而英軍陣亡人數最多是集結在布拉夫灣的運輸船隊遭阿根廷空軍空襲，共有56人喪生。陣亡人員根據英軍傳統應埋葬在戰場附近開闢的軍人墳場，因此大部分尋獲遺體的陣亡英軍原本會被落葬於福克蘭島上的藍灘軍人墳場，但後來在家屬要求下，大部分遺體都被運回英國本土。根據英國政府訂立的《1986年戰爭遺址保護法》，英軍軍艦沉沒後的殘骸遺址，亦被視為陣亡將士的海底墓地。
阿根廷海軍的貝爾格拉諾將軍號巡洋艦被英國核潛艇征服者號擊沉，造成323人喪生，佔阿根廷軍陣亡人數的一半，是整場戰爭死亡人數最多的單次事件。戰後大部分尋獲遺體的士兵都葬於阿根廷軍人墳場，阿根廷亦為陣亡士兵在聖馬丁廣場豎立紀念碑。

## 善後

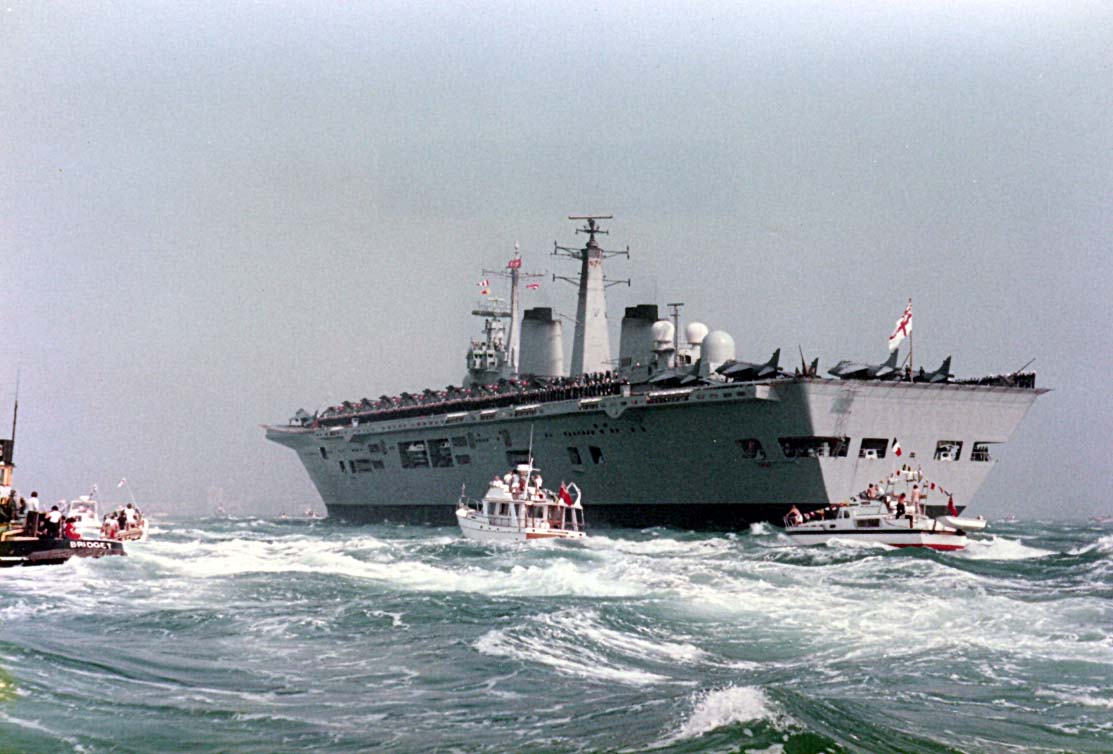
英國皇家海軍的無敵號在戰後返回港口

在英阿两国簽署停戰協約後三天，英軍拆彈暨掃雷中隊在阿根廷降軍的指引下，拆除戰區內的地雷、炸彈和詭雷，以免居民傷亡。就在其中一個分隊正要拆除史坦利港口旁邊一座山丘上加農炮附近的地雷時，一名降軍不慎誤觸詭雷，引起連鎖反應，引爆方圓二十公尺內所有地雷，造成該分隊全體約20人陣亡和附近居民代表重傷。
英國政府已下令有關福克蘭戰爭的機密資料將在2082年解封。

## 特殊的參戰人物
战争期間，英国女王伊莉莎白二世的次子安德魯王子也以直升機駕駛员的身分隨遠征艦隊一同前往南大西洋執行勤務，他的主要勤務是在無敵號航空母艦上驾驶海王直昇機。英國皇室對他的身分和參戰狀況高度保密，僅有艦隊司令和英國國防部长知道。作戰期間他並未受傷，並在停戰之後與艦隊返回英國。

### 引用
1. 1 2  . VOA. 2018-05-20  [2018-05-23]. （原始内容存档于2018-05-24）.
2. ↑  . 国防工业出版社. 2016-05: 190. ISBN 978-7-118-10899-6.
3. 1 2  Paul Rogers. . Pluto Press. 2000. ISBN 978-0-7453-1909-4.
4. 1 2 3  Freedman 2005，第25–26頁
5. ↑  . 2015-01-13  [2018-10-10]. （原始内容存档于2018-10-10）.
6. ↑  . BBC.   [2005-06-20]. （原始内容存档于2006-03-30）.
7. ↑  Jeffrey（1983年），第71页
8. ↑  Jeffrey（1983年），第121页
9. ↑  . independent.co.uk. 2004-12-20  [2006-12-06]. （原始内容存档于2004-12-20）.
10. ↑  . ladlass.com. 2008-06-29  [2006-12-06]. （原始内容存档于2008-06-29）.
11. ↑  Freedman（2005年），第249页
12. ↑  Woodward & Robinson（1992年），第156页
13. ↑  解放军报. . 新浪军事. 2004-06-21  [2017-10-17]. （原始内容存档于2017-10-18）.
14. ↑  . 参考消息. 2017-10-17  [2017-10-17]. （原始内容存档于2017-10-17）.
15. ↑  . 空军世界.   [2019-06-06]. （原始内容存档于2019-06-06）.
16. ↑  Julian Thompson, No Picnic, p. 93, London: Casssell & Co, 2001, ISBN 9780304356478
17. ↑  Hastings & Jenkins（1984年），第307页
18. ↑  . www.roll-of-honour.com.   [2019-03-07]. （原始内容存档于2019-03-08）.

### 书籍
- Jeffrey Ethell; Alfred Price. . Great Britain: Sidgwick and Jackson Limited. 1983  [2021-04-19]. ISBN 028399035X. （原始内容存档于2021-04-27）.
- Sir Lawrence Freedman, Professor of War Studies. . Psychology Press. 2005. ISBN 978-0-7146-5207-8.
- Max Hastings; Simon Jenkins. . Norton. 1984  [2021-04-19]. ISBN 978-0-393-30198-4. （原始内容存档于2021-04-19）.
- Sandy Woodward; Patrick Robinson. . HarperCollins. 1992  [2021-04-19]. ISBN 978-0-00-215723-0. （原始内容存档于2021-04-27）.

### 論文
- 張怡菁.  (硕士论文). 輔仁大學. 2001. hdl:11296/54sykp.